# Taronja al País Valencià

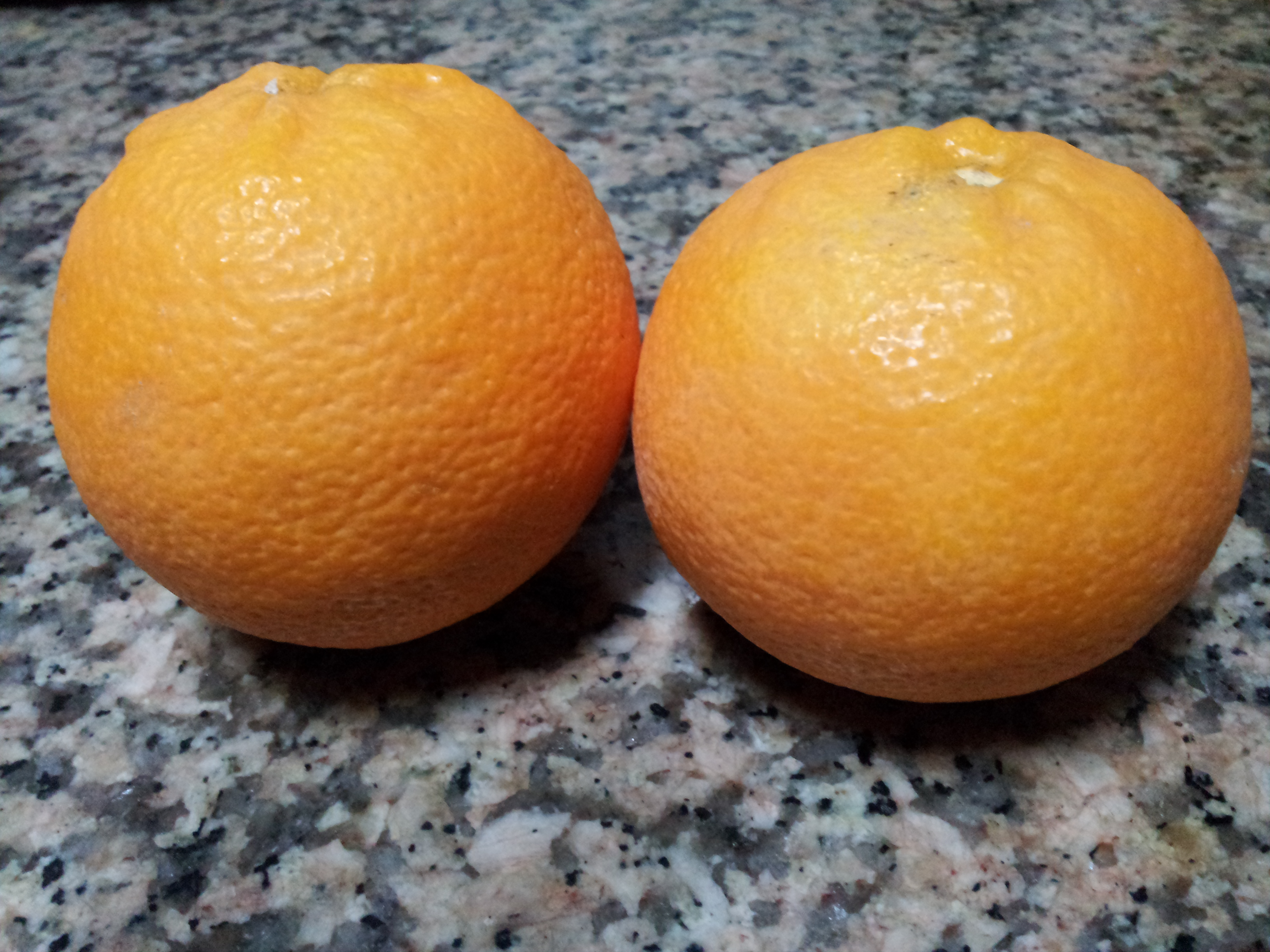
Salustianes. Varietat de taronja blanca originada a L'Ènova.

Es considera que l'origen de la plantació de la taronja al Regne de Valencia la va documentar Antoni Josep Cavanilles en 1781, a Carcaixent. Esta plantació va ser obra del rector Monzó. Monzó, junt amb altres pioners del cultiu de la fruita com l'apotecari Bodí i el notari Maseres, formaven part de l'elit il·lustrada de Carcaixent. L'interés per estes plantacions s'explica per la influència de les idees de la il·lustració, ja que la fisiocràcia propugnava que la intensificació i l'augment de la productivitat agrícola serien el que portarien a un augment poblacional i econòmic sostenible.
En poc de temps, el taronger passaria d'ocupar un quadre o unes fileres als horts, ocupant una disposició típica dels jardins policultiu valencians, a monopolitzar tot l'hort amb criteris de rendibilitat econòmica. Inicialment, el taronger no va tindre massa èxit com a cultiu, però a partir de la dècada de 1850 es produeix un augment de la demanda de fruita fresca a Europa, que sumat a la millora en les comunicacions provocaria un impuls per a la naixent indústria de la taronja valenciana.
A partir d'aquell moment comença una extensió del cultiu arreu del regadiu de la Ribera del Xúquer fins a la Plana de Castelló, amb Carcaixent i Alzira, d'una banda, i el triangle Almassora-Borriana-Vila-real, d'altra, com a nuclis inicials. A l'Horta Sud, la plantació de taronja comença en antigues parcel·les de secà adaptades que formaven illots dispersos a dins dels termes de Picanya, Albal i Catarroja. L'impuls definitiu al cultiu del taronger al País Valencià es dona a partir de la dècada de 1880 quan es comercialitzen les bombes a motor, que permeten l'expansió del regadiu gràcies a poder accedir a aigües subterrànies. En uns cinquanta anys, desapareixerien els cultius de secà entre estes dos regions i s'hi va expandir el monocultiu de la taronja.
El taronger estava considerat originàriament com un arbre ornamental. A partir de l'experimentació, es va convertir en un cultiu amb gran rendiment. Este procés d'experimentació el va dur a terme l'elit burgesa, que tenia accés a la literatura existent sobre la citricultura ornamental. Inicialment, es cultivaven les varietats comunes de taronja blanca i a poc a poc s'amplia el ventall amb noves varietats per a allargar la temporada i oferir al consumidor productes més selectes. Durant la segona meitat del segle xix s'introdueixen noves varietats de mandarines a la Plana de Castelló i les sanguines a la Ribera del Xúquer. A inicis del segle XX apareixen les nàvels, les varietats tardanes (valència late) i es consoliden les clementines fines i les satsumes.
En 1879 Francisco Bou publica el primer tractat de citricultura de l'Estat Espanyol. Com la pràctica totalitat dels tractats de l'època, va ser escrit per un valencià vinculat al cultiu del taronger.
L'expansió del tarongerar s'explica pel desenvolupament de les infraestructures, pels avanços tecnològics i per l'aparició de nous sistemes de gestió propi de la industrialització. A més, l'alt rendiment econòmic del cultiu provocaria el canvi paisatgístic del litoral valencià. L'expansió del tarongerar va patir un primer estancament en la dècada de 1880 a causa dels alts aranzels que gravaven el producte als Estats Units d'Amèrica i França. Durant la Primera Guerra Mundial hi hagué la primera crisi, i durant la dècada de 1930 es van vore afectades per una exportació massiva de taronja de mala qualitat a Anglaterra, i en menor mesura, per les mesures proteccionistes de la conferència d'Ottawa. A partir de la Guerra Civil Espanyola i el període d'autarquia durant el règim franquista, se substituïren tarongers per cultius de subsistència, especialment a les parcel·les de xicotets propietaris. No seria fins a la dècada de 1960 que es produiria un nou impuls en el cultiu de la taronja que duraria fins a la dècada de 1990, quan es produeix un nou declivi que a la dècada de 2010 encara durava.
Durant les dècades de 1940, 1950 i 1960, el negoci de la taronja va ser clau de l'economia valenciana.
El setembre de 2016, la Unió de Llauradors va avisar que l'acord de la Unió Europea amb diversos països africans aprovat el 14 de setembre al Parlament Europeu posaria en perill el sector citrícola valencià a nivell de competència al mercat i per riscos a la salut vegetal. En l'acord, dels partits espanyols, votaren en contra Compromís i la resta votà a favor o s'abstingué. El 2018, al Senat d'Espanya, Compromís va ser l'únic partit que anà en contra de l'Acord. Més endavant, el 2019, la Unió junt amb altres entitats citrícoles es reuniren amb la Unió Europa per intentar convèncer que s'aplicara una clàusula de salvaguarda o es parara la importació de taronges de Sud-àfrica. Aquestes taronges introduïdes portaven pesticides prohibits a la Unió Europea. El portaveu de Ciutadans al País Valencià, Toni Cantó, proposà que es donara suc de taronja a les escoles com a possible solució davant els problemes que estava patint el sector.
Les varietats de mandarines garbí i safor, patentades per l'Institut Valencià d'Investigacions Agràries, van tindre una primera collita el juliol de 2018 caracteritzada per una fallida per a 78 agricultors per fisiopaties.
El 2018 entrà en crisi pels «sistemes de compra centralitzada, la caiguda dels preus, el control de les empreses de distribució i, més recentment, la competència de la taronja sud-africana». Així, la taronja es quedava en els arbres perquè vendre-la provocava pèrdues. La campanya de la fi del 2018 i inici del 2019 va ser especialment dramàtica per al sector pels efectes meteorològics del fred tardà i les pluges torrencials junt amb la competència sud-africana, cosa que va ser resposta amb una sèrie de manifestacions reclamant solucions. Diversos municipis de la Plana Baixa i Plana Alta promocionaren contra els baixos preus una manera de celebrar el Cap d'Any de 2019 menjant gallons de clementines donats pels productors en compte de raïm per a les campanades. El desembre els senadors per Compromís demanaren que es rebaixara l'Impost sobre els Béns Immobles de les explotacions citrícoles afectades.
El desembre de 2018 Comissions Obreres i Unió General de Treballadors convocaren una manifestació per demanar que els collidors cobren el salari que els pertoca.
Un informe publicat l'abril de 2019 confirmà que la taronja de Sud-àfrica es venia de manera superposada a la valenciana i que la Unió Europea no estudià l'impacte per la introducció de la taronja al mercat de la Unió Europea. El diputat del Congrés dels Diputats Joan Baldoví, de Compromís, demanà al govern espanyol que no deixara entrar a través dels ports la taronja sud-africana per les plagues que implicà l'entrada d'aquest producte sud-africà.
L'octubre de 2019 el govern dels Estats Units imposà uns aranzels que afectaven l'exportació citrícola valenciana, sent els Estats Units el desè soci comercial. El mateix mes, el govern espanyol va defensar l'acord amb Mercosur apel·lant als efectes positius d'aquest, després de ja haver-se negat a aplicar la clàusula de salvaguarda davant l'incompliment de Sud-àfrica de l'acord.

## Mandarí
El mandarí s'introdueix a Europa en 1805, utilitzat com a espècie exòtica als botànics d'Anglaterra. D'allà passà a la Mediterrània via Malta i Sicília, i cap al 1850 ja es cultivava a diversos punts de la península Itàlica.
A València arriba el 1845, quan el Comte de Ripalda va dur uns empelts per a experimentar amb el seu funcionament. El cultiu comercial comença en 1856 a la Plana, a iniciativa de Polo Bernabé.